# Cerceris dusmeti
Cerceris dusmeti is een vliesvleugelig insect uit de familie van de graafwespen (Crabronidae). De wetenschappelijke naam van de soort is voor het eerst geldig gepubliceerd in 1941 door Giner Mari.